# Noah Mullins
Noah Walker Mullins (Midway, 23 maggio 1918 – Versailles, 31 ottobre 1998) è stato un giocatore di football americano statunitense nella National Football League (NFL).

## Carriera
Dopo avere giocato a football all'Università del Kentucky, Mullins giocò per quattro anni nella NFL sia in attacco che in difesa, con i Chicago Bears (1946-1948) e con i New York Giants, terminando con 45 presenze, 6 touchdown e 19 intercetti messi a segno.

## Statistiche
| Partite    | 45 |
| Intercetti | 19 |